# Lista de prêmios e homenagens a Silvio Santos

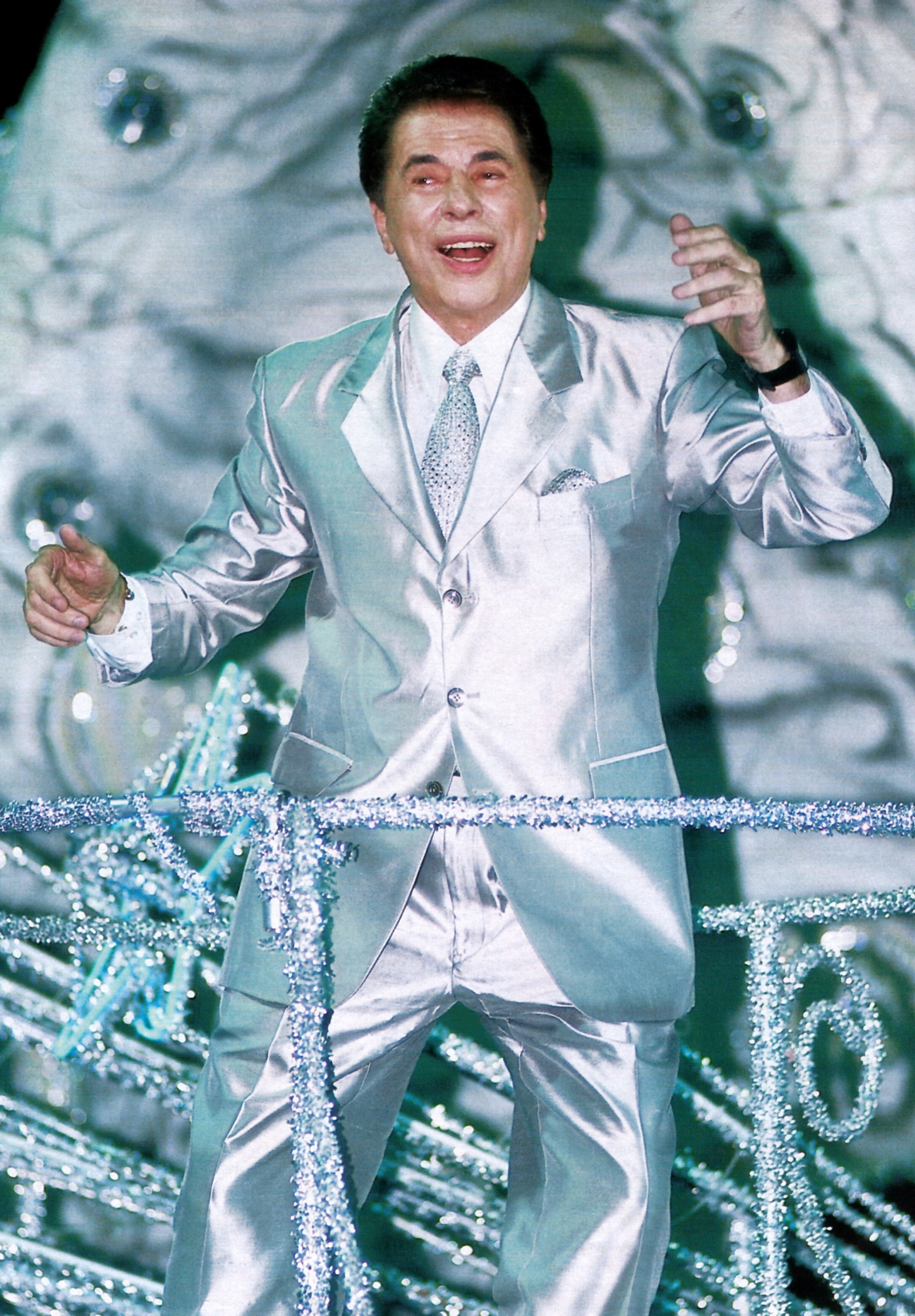
Silvio Santos em desfile da escola de samba Tradição no Carnaval do Rio de Janeiro de 2001, no qual foi homenageado

A seguir uma lista com todos os prêmios e homenagens que Silvio Santos recebeu, tanto como apresentador e comunicador de rádio e televisão, como empresário.

## Prêmios

### Assembleia Legislativa de São Paulo
| Ano  | Categoria                         | Trabalho      | Resultado | Fonte |
| ---- | --------------------------------- | ------------- | --------- | ----- |
| 1997 | Imortal do Rádio Paulista         | Silvio Santos | Venceu    | [ 1 ] |
| 1997 | Melhor Líder Empresarial Setorial | Silvio Santos | Venceu    | [ 1 ] |
| 2000 | Melhor Líder Empresarial Setorial | Silvio Santos | Venceu    | [ 1 ] |
| 2001 | Melhor Líder Empresarial Setorial | Silvio Santos | Venceu    | [ 1 ] |
| 2002 | Melhor Líder Empresarial Setorial | Silvio Santos | Venceu    | [ 1 ] |
| 2003 | Melhor Líder Empresarial Setorial | Silvio Santos | Venceu    | [ 1 ] |
| 2004 | Melhor Líder Empresarial Setorial | Silvio Santos | Venceu    | [ 1 ] |
| 2007 | Melhor Líder Empresarial Setorial | Silvio Santos | Venceu    | [ 1 ] |
| 2008 | Melhor Líder Empresarial Setorial | Silvio Santos | Venceu    | [ 1 ] |
| 2009 | Melhor Líder Empresarial Setorial | Silvio Santos | Venceu    | [ 1 ] |

### Troféu Imprensa
| Ano  | Categoria                        | Trabalho      | Resultado | Fonte |
| ---- | -------------------------------- | ------------- | --------- | ----- |
| 1964 | Melhor Animador                  | Silvio Santos | Venceu    | [ 1 ] |
| 1969 | Melhor Animador                  | Silvio Santos | Venceu    | [ 1 ] |
| 1970 | Melhor Animador                  | Silvio Santos | Venceu    | [ 1 ] |
| 1971 | Melhor Animador                  | Silvio Santos | Venceu    | [ 1 ] |
| 1971 | Mais Querido Artista da TV       | Silvio Santos | Venceu    | [ 1 ] |
| 1972 | Melhor Animador (Especial)       | Silvio Santos | Venceu    | [ 1 ] |
| 1972 | Mais Querido Artista da TV       | Silvio Santos | Venceu    | [ 1 ] |
| 1973 | Melhor Animador                  | Silvio Santos | Venceu    | [ 1 ] |
| 1973 | Mais Simpatia e Comunicabilidade | Silvio Santos | Venceu    | [ 1 ] |
| 1974 | Melhor Animador                  | Silvio Santos | Venceu    | [ 1 ] |
| 1974 | Mais Simpatia e Comunicabilidade | Silvio Santos | Venceu    | [ 1 ] |
| 1975 | Melhor Animador                  | Silvio Santos | Venceu    | [ 1 ] |
| 1976 | Melhor Animador                  | Silvio Santos | Venceu    | [ 1 ] |
| 1980 | Melhor Animador                  | Silvio Santos | Venceu    | [ 1 ] |
| 1981 | Melhor Animador                  | Silvio Santos | Venceu    | [ 1 ] |
| 1983 | Melhor Animador                  | Silvio Santos | Venceu    | [ 1 ] |
| 1984 | Melhor Animador                  | Silvio Santos | Venceu    | [ 1 ] |
| 1985 | Melhor Animador                  | Silvio Santos | Venceu    | [ 1 ] |
| 1986 | Melhor Animador                  | Silvio Santos | Venceu    | [ 1 ] |
| 1987 | Melhor Animador                  | Silvio Santos | Venceu    | [ 1 ] |
| 1988 | Melhor Animador                  | Silvio Santos | Venceu    | [ 1 ] |
| 1989 | Melhor Animador                  | Silvio Santos | Venceu    | [ 1 ] |
| 1990 | Melhor Animador                  | Silvio Santos | Venceu    | [ 1 ] |
| 1991 | Melhor Animador                  | Silvio Santos | Venceu    | [ 1 ] |
| 1992 | Melhor Animador                  | Silvio Santos | Venceu    | [ 1 ] |
| 1993 | Melhor Animador                  | Silvio Santos | Venceu    | [ 1 ] |
| 1994 | Melhor Animador                  | Silvio Santos | Venceu    | [ 1 ] |
| 1995 | Melhor Animador                  | Silvio Santos | Venceu    | [ 1 ] |
| 2016 | Melhor Animador                  | Silvio Santos | Venceu    | [ 2 ] |
| 2017 | Melhor Animador                  | Silvio Santos | Venceu    | [ 3 ] |

### Troféu Internet
| Ano  | Categoria       | Trabalho      | Resultado | Fonte               |
| ---- | --------------- | ------------- | --------- | ------------------- |
| 2001 | Melhor Animador | Silvio Santos | Venceu    | [carece de fontes?] |
| 2002 | Melhor Animador | Silvio Santos | Venceu    | [carece de fontes?] |
| 2003 | Melhor Animador | Silvio Santos | Venceu    | [carece de fontes?] |
| 2005 | Melhor Animador | Silvio Santos | Venceu    | [carece de fontes?] |
| 2006 | Melhor Animador | Silvio Santos | Venceu    | [carece de fontes?] |
| 2007 | Melhor Animador | Silvio Santos | Venceu    | [carece de fontes?] |
| 2008 | Melhor Animador | Silvio Santos | Indicado  | [carece de fontes?] |
| 2009 | Melhor Animador | Silvio Santos | Venceu    | [carece de fontes?] |
| 2010 | Melhor Animador | Silvio Santos | Indicado  | [carece de fontes?] |
| 2011 | Melhor Animador | Silvio Santos | Venceu    | [carece de fontes?] |
| 2012 | Melhor Animador | Silvio Santos | Venceu    | [carece de fontes?] |
| 2013 | Melhor Animador | Silvio Santos | Venceu    | [carece de fontes?] |
| 2014 | Melhor Animador | Silvio Santos | Venceu    | [carece de fontes?] |
| 2015 | Melhor Animador | Silvio Santos | Indicado  | [carece de fontes?] |
| 2016 | Melhor Animador | Silvio Santos | Venceu    | [carece de fontes?] |
| 2017 | Melhor Animador | Silvio Santos | Venceu    | [carece de fontes?] |

### Troféu Roquette Pinto
| Ano  | Categoria                | Trabalho      | Resultado | Fonte |
| ---- | ------------------------ | ------------- | --------- | ----- |
| 1960 | Melhor Locutor Comercial | Silvio Santos | Venceu    | [ 1 ] |
| 1961 | Melhor Apresentador      | Silvio Santos | Venceu    | [ 1 ] |
| 1963 | Melhor Apresentador      | Silvio Santos | Venceu    | [ 1 ] |
| 1964 | Melhor Apresentador      | Silvio Santos | Venceu    | [ 1 ] |
| 1965 | Melhor Apresentador      | Silvio Santos | Venceu    | [ 1 ] |
| 1966 | Melhor Apresentador      | Silvio Santos | Venceu    | [ 1 ] |
| 1967 | Melhor Apresentador      | Silvio Santos | Venceu    | [ 1 ] |
| 1968 | Melhor Apresentador      | Silvio Santos | Venceu    | [ 1 ] |
| 1969 | Personalidade Artística  | Silvio Santos | Venceu    | [ 1 ] |
| 1970 | Melhor Apresentador      | Silvio Santos | Venceu    | [ 1 ] |

### Melhores do ano
| Ano  | Categoria           | Trabalho      | Resultado | Ref   |
| ---- | ------------------- | ------------- | --------- | ----- |
| 2024 | Melhor dos melhores | Silvio Santos | Venceu    | [ 4 ] |

### Outros
- Ordem do Mérito das Comunicações - Grau Grã-Cruz, pelos serviços relevantes prestados às Comunicações: 2016[5]
- Troféu APCA - Grande Prêmio da Crítica: 2015[6]
- Prêmio Empreendedor - Personalidade em Empreendedorismo: 2009[1]
- Prêmio Megha Profissionais do Ano: 2008[1]
- Prêmio ABA de Contribuição à Propaganda - Libertae: 2007[1]
- Prêmio de 45 Anos da TV Brasileira - Melhor Apresentador: 1995[1]
- Super Troféu Diário 4 Cidades - Melhor Empresário: 1987 e 1989[1]
- Prêmio Sanyo de Radialismo - Melhor Radialista: 1979[1]
- Troféu Destaque Nacional - Maior Comunicador da TV Brasileira: 1977 e 1978[1]
- Troféu Conde da Boa Vista - Melhor Empresário: 1975[1]
- Prêmio da Crítica da Televisão – Melhor Animador: 1972[1]
- Troféu Helena Silveira - Melhor Apresentador: 1970 e 1971[1]
- Troféu Confete - Intérprete de Dig-Dim, música mais executada no Brasil no Carnaval: 1970[1]
- Prêmio Curinga Ídolos da TV - Melhor Animador: 1965 e 1967[1]
- Prêmio Octavio Gabus Mendes - Melhor Animador de Rádio: 1959[1]

## Homenagens
- Em 1976, o apresentador recebeu da Assembleia Legislativa do Estado do Rio de Janeiro o título de "Carioca Honorário".[7]
- Em 2001, a escola de samba Tradição homenageou Silvio Santos com o enredo "Hoje é Domingo, é Alegria, Vamos Sorrir e Cantar!", destacando sua trajetória desde camelô até se tornar um dos maiores comunicadores do Brasil. O apresentador desfilou no carro abre-alas, interagindo com o público durante a apresentação.[8]
- Em 21 de março de 2009, Silvio Santos foi homenageado pelo governador do Distrito 4610 de Rotary International, Amilton Medeiros, recebendo a Comenda de Companheiro Paul Harris.[9]
- Em junho de 2016, o apresentador foi homenageado com o livro "85 Vezes Silvio Santos – As Melhores Caricaturas do Rei dos Domingos", organizado por Jal (José Alberto Lovetro) e com capa assinada por Mauricio de Sousa.[10]
- Em julho do mesmo ano, Silvio recebeu o título de "doutor honoris causa" em Comunicação do Grupo Educacional Inepe/Facinepe, entregue durante seu programa dominical no SBT.[11]
- Entre 7 de dezembro de 2016 e 26 de março de 2017, o Museu da Imagem e do Som de São Paulo realizou a exposição "Silvio Santos Vem Aí", que traçou um paralelo entre a trajetória do apresentador e a evolução do sistema de rádio e televisão brasileiros, apresentando cerca de 400 itens em uma linha do tempo interativa.[12]
- Em 2019, o bloco caricato "Estivadores do Havaí" homenageou Silvio Santos e o SBT com o enredo "TV Alterosa e SBT, uma história de amor com você", durante desfile em Belo Horizonte.[13]
- No mesmo ano, o apresentador recebeu um troféu de reconhecimento por sua contribuição à televisão brasileira, entregue pelo presidente do bloco "Estivadores do Havaí".[14]
- Em 15 de dezembro de 2024, durante a premiação Melhores do Ano de 2024, a TV Globo e o SBT realizaram uma transmissão simultânea para homenagear Silvio Santos, concedendo-lhe o troféu "Melhor dos Melhores", entregue à sua filha Patrícia Abravanel.[15]

## Reconhecimentos
- Em outubro de 2016, Silvio foi eleito pelo segundo ano consecutivo o "apresentador mais confiável" em pesquisa realizada pelo Instituto Datafolha para a revista "Seleções". Recebeu 75% dos votos em um universo de quase 500 mil.[16]
- Em 2015, o apresentador e empresário alcançou o primeiro lugar na pesquisa "Marcas de Confiança" realizada pelo Ibope para a revista "Seleções" na categoria "apresentador". Silvio recebeu 72% dos votos de um universo de 1.300 pessoas.[17]
- Em 1999, a revista Isto É elegeu Silvio Santos como um dos maiores brasileiros do século XX. Na categoria comunicação alcançou o terceiro lugar com 60% dos votos, ficando atrás de Assis Chateaubriand e Roberto Marinho.[18][19]
- Um estudo internacional britânico sobre admiração de personalidade que envolveu mais de 31.000 entrevistas em 30 países apontou que, no Brasil, Silvio Santos é a personalidade mais admirada em 2016.[20]